# Польща на зимових Олімпійських іграх 1994
Польща на зимових Олімпійських іграх 1994 року, які проходили в норвезькому місті Ліллегаммер, була представлена 28 спортсменами (15 чоловіками та 13 жінками) у 8 видах спорту. Прапороносцем на церемоніях відкриття та закриття Олімпійських ігор був біатлоніст Томаш Сікора. Польські спортсмени не здобули жодної медалі.

## Біатлон
| Дисципліна                           | Спортсмен                                                     | Час       | Промахів | Відкоректований час | Місце |
| ------------------------------------ | ------------------------------------------------------------- | --------- | -------- | ------------------- | ----- |
| 10 км, спринт, чоловіки              | Кшиштоф Топур                                                 | 32:37.7   | 3        |                     | 61    |
| 10 км, спринт, чоловіки              | Томаш Сікора                                                  | 31:02.6   | 3        |                     | 32    |
| 10 км, спринт, чоловіки              | Ян Земянін                                                    | 30:44.2   | 2        |                     | 27    |
| 20 км, індивідуальна гонка, чоловіки | Ян Войтас                                                     | 1'01:10.5 | 7        | 1'08:10.5           | 67    |
| 20 км, індивідуальна гонка, чоловіки | Веслав Земянін                                                | 59:48.8   | 6        | 1'05:48.8           | 63    |
| 20 км, індивідуальна гонка, чоловіки | Ян Земянін                                                    | 58:00.6   | 4        | 1'02:00.6           | 39    |
| естафета, чоловіки                   | Томаш Сікора Ян Земянін Веслав Земянін Ян Войтас              | 1'33:49.3 | 0        |                     | 8     |
| 7,5 км, спринт, жінки                | Зофія Кєльпінська                                             | 31:11.1   | 7        |                     | 68    |
| 7,5 км, спринт, жінки                | Анна Стера-Кустуш                                             | 30:04.5   | 3        |                     | 62    |
| 7,5 км, спринт, жінки                | Галина Пітонь                                                 | 29:39.2   | 4        |                     | 57    |
| 15 км, індивідуальна гонка, жінки    | Галина Пітонь                                                 | 53:18.2   | 7        | 1'00:18.2           | 57    |
| 15 км, індивідуальна гонка, жінки    | Гелена Міколайчик                                             | 52:44.8   | 7        | 59:44.8             | 52    |
| 15 км, індивідуальна гонка, жінки    | Агата Сушка                                                   | 55:13.2   | 4        | 59:13.2             | 45    |
| естафета, жінки                      | Анна Стера-Кустуш Гелена Міколайчик Агата Сушка Галина Пітонь | 1'59:18.1 | 4        |                     | 11    |

## Гірськолижний спорт
| Спортсмен          | Змагання                   | Фінал        | Фінал   | Фінал        | Фінал |
| Спортсмен          | Змагання                   | Спуск 1      | Спуск 2 | Разом        | Місце |
| ------------------ | -------------------------- | ------------ | ------- | ------------ | ----- |
| Марцин Шафранський | швидкісний спуск, чоловіки |              |         | 1:52.59      | 46    |
| Марцин Шафранський | супергігант, чоловіки      |              |         | 1:38.54      | 42    |
| Марцин Шафранський | слалом, чоловіки           | не фінішував | –       | не фінішував | –     |

Комбінація, чоловіки
| Спортсмен          | Швидкісний спуск | Слалом | Слалом | Разом         | Разом |
| Спортсмен          | Час              | Час 1  | Час 2  | Загальний час | Місце |
| ------------------ | ---------------- | ------ | ------ | ------------- | ----- |
| Марцин Шафранський | 1:43.82          | 54.95  | 52.50  | 3:31.27       | 27    |

## Ковзанярський спорт
| Дисципліна        | Спортсмен         | Забіг        | Забіг |
| Дисципліна        | Спортсмен         | Час          | Місце |
| ----------------- | ----------------- | ------------ | ----- |
| 1500 м, чоловіки  | Артур Шафранський | не фінішував | –     |
| 1500 м, чоловіки  | Павел Зигмунт     | 2:05.21      | 40    |
| 1500 м, чоловіки  | Павел Ярошек      | 1:54.49      | 11    |
| 5000 м, чоловіки  | Павел Зигмунт     | 6:58.91      | 18    |
| 5000 м, чоловіки  | Яромир Радке      | 6:50.40      | 7     |
| 10000 м, чоловіки | Яромир Радке      | 14:03.84     | 5     |
| 1500 м, жінки     | Єва Василевська   | 2:07.44      | 18    |
| 3000 м, жінки     | Єва Василевська   | 4:28.86      | 16    |

## Лижне двоборство
| Станіслав Уступський | індивідуальний нормальний трамплін/15 км | 200.0 | 19 | 46:06.8 | 21 |

## Лижні перегони
| Дисципліна                         | Спорстмени                                                                    | Дистанція     | Дистанція |
| Дисципліна                         | Спорстмени                                                                    | Час           | Місце     |
| ---------------------------------- | ----------------------------------------------------------------------------- | ------------- | --------- |
| 5 км, клас. стиль, жінки           | Галина Новак-Гунька                                                           | 16:46.1       | 58        |
| 5 км, клас. стиль, жінки           | Дорота Квасьни                                                                | 16:04.3       | 38        |
| 5 км, клас. стиль, жінки           | Бернадетта Боцек-Пьотровська                                                  | 15:47.1       | 31        |
| 5 км, клас. стиль, жінки           | Малгожата Рухала                                                              | 15:07.5       | 15        |
| 10 км, гонка переслідування, жінки | Дорота Квасьни                                                                | 31:53.6       | 28        |
| 10 км, гонка переслідування, жінки | Бернадетта Боцек-Пьотровська                                                  | 30:50.2       | 22        |
| 10 км, гонка переслідування, жінки | Малгожата Рухала                                                              | 29:49.7       | 14        |
| 15 км, віл. стиль, жінки           | Михаліна Мацюшек                                                              | 46"43.0       | 40        |
| 15 км, віл. стиль, жінки           | Галина Новак-Гунька                                                           | 45:02.2       | 25        |
| 15 км, віл. стиль, жінки           | Дорота Квасьни                                                                | 44:43.1       | 22        |
| 15 км, віл. стиль, жінки           | Бернадетта Боцек-Пьотровська                                                  | 44:12.8       | 18        |
| 30 км, індивідуальна гонка, жінки  | Дорота Квасьни                                                                | не фінішувала | –         |
| 30 км, індивідуальна гонка, жінки  | Бернадетта Боцек-Пьотровська                                                  | 1'34:28.6     | 34        |
| 30 км, індивідуальна гонка, жінки  | Михаліна Мацюшек                                                              | 1'33:34.2     | 31        |
| 30 км, індивідуальна гонка, жінки  | Малгожата Рухала                                                              | 1'30:45.8     | 16        |
| 4 × 5 км, естафета, жінки          | Михаліна Мацюшек Малгожата Рухала Дорота Квасьни Бернадетта Боцек-Пьотровська | 1'01:13.2     | 8         |

## Санний спорт
| Спортсмени                    | Дисципліни | Спуск 1 | Спуск 1 | Спуск 2 | Спуск 2 | Разом    | Разом |
| Спортсмени                    | Дисципліни | Час     | Місце   | Час     | Місце   | Час      | Місце |
| ----------------------------- | ---------- | ------- | ------- | ------- | ------- | -------- | ----- |
| Лешек Шарейко Адріан Пжехевка | Двійки     | 49.104  | 14      | 49.800  | 18      | 1:38.904 | 16    |

## Стрибки з трапліна
| Спортсмен      | Дисципліна          | Стрибок 1 | Стрибок 1 | Стрибок 2 | Стрибок 2 | Разом | Разом |
| Спортсмен      | Дисципліна          | Відстань  | Бали      | Відстань  | Бали      | Бали  | Місце |
| -------------- | ------------------- | --------- | --------- | --------- | --------- | ----- | ----- |
| Войцех Скупєнь | нормальний трамплін | 84.5      | 100.5     | 86.5      | 106.0     | 206.5 | 29    |
| Войцех Скупєнь | великий трамплін    | 94.5      | 65.1      | 100.0     | 76.5      | 141.6 | 31    |

## Фігурне катання
| Спортсмени                           | Дисципліна     | CD  | CD  | SP/OD | FS/FD | Разом | Разом |
| Спортсмени                           | Дисципліна     | 1   | 2   | SP/OD | FS/FD | Бали  | Місце |
| ------------------------------------ | -------------- | --- | --- | ----- | ----- | ----- | ----- |
| Анна Рехніо                          | Жіноче катання | n/a | n/a | 9     | 12    | 16,5  | 10    |
| Агнешка Доманьська Марцин Гловацький | Танці на льоду | 18  | 18  | 18    | 17    | 35,0  | 17    |

Key: CD = Compulsory Dance, FD = Free Dance, FS = Free Skate, OD = Original Dance, SP = Short Program